# Thomas Taggart
Thomas Taggart (Monaghan megye, 1856. november 17. – Indianapolis, 1929. március 6.) az Amerikai Egyesült Államok szenátora (Indiana, 1916).